# Weißflügel-Tagschläfer
Der Weißflügel-Tagschläfer (Nyctibius leucopterus), gelegentlich auch Weißflügel-Schwalk,  ist eine nachtaktive Vogelart aus der Gattung der Tagschläfer. Die bislang wenig erforschte Art bewohnt die tropischen Wälder in Südamerika und wurde erstmals im Jahr 1821 durch den deutschen Naturforscher Maximilian zu Wied-Neuwied wissenschaftlich beschrieben.

## Beschreibung und Verhalten

### Beschreibung

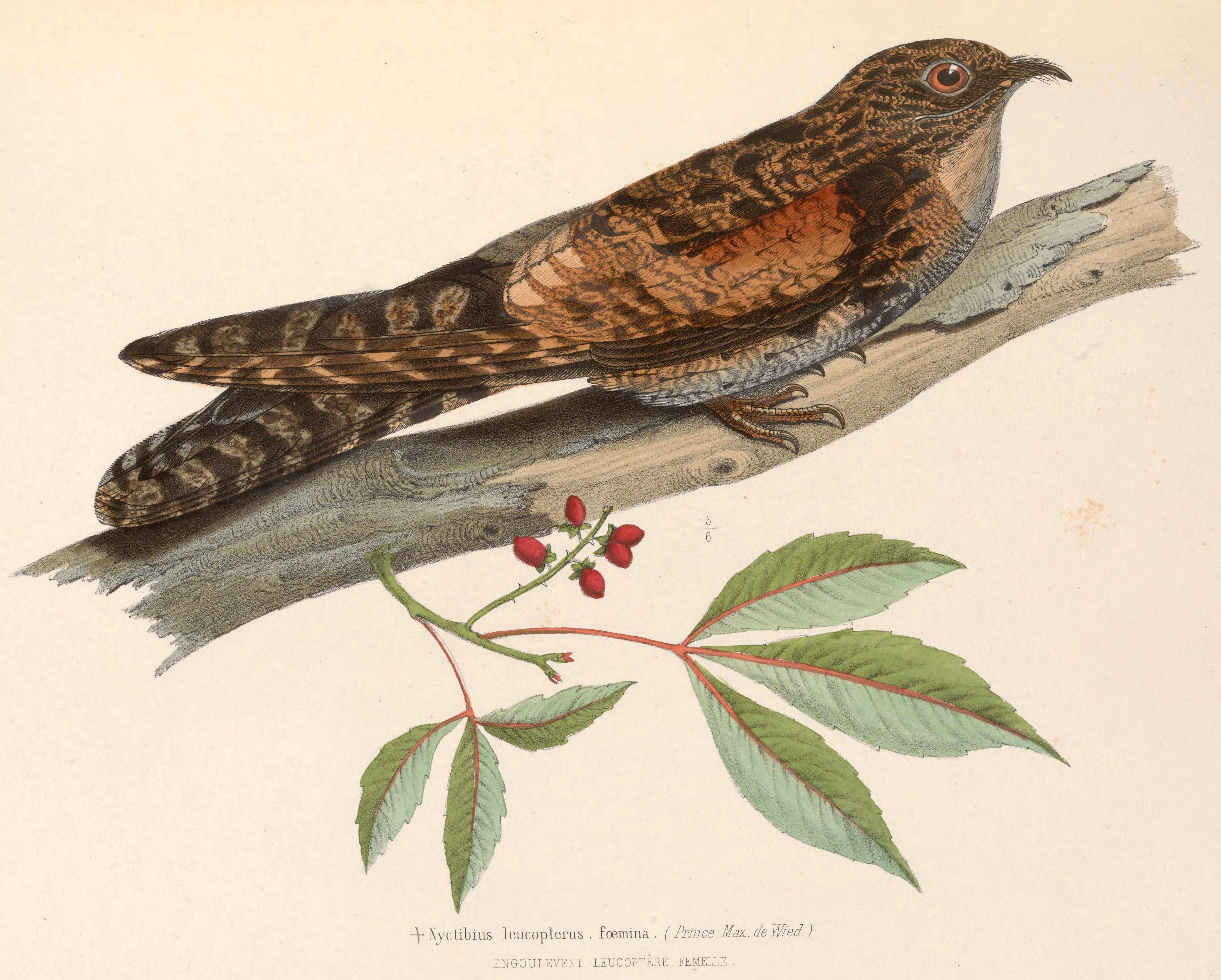
Weiblicher Weißflügel-Tagschläfer aus Marc Athanase Parfait Œillet Des Murs‘ Werk Iconographie ornithologique (1849)

Der Weißflügel-Tagschläfer erreicht ausgewachsen eine Größe von etwa 24 bis 29 cm bei einem Gewicht von circa 77 bis 85 g. Damit ist er ein eher kleiner Vertreter seiner Gattung. Körper und Kopf besitzen ein gedrungenes, rundliches Erscheinungsbild, auffällig sind die an die nachtaktive Lebensweise angepassten großen Augen mit gelber Iris und der breite, spitz zulaufende Schnabel. Der Schwanz ist für einen Tagschläfer eher kurz. Das Gefieder der Tiere ist an der Oberseite gräulich-braun gefärbt und mit schwarzen und braunen Streifen durchsetzt, die sich bis an Bauch und Brust fortsetzen. Kehle und Kinn gehen eher in ein gräuliches Weiß über. An den Schultern findet sich beim Männchen ein charakteristischer weißer Fleck, der der Art ihren Namen gegeben hat. Dieser ist beim Weibchen tendenziell etwas kleiner und weniger stark ausgeprägt, andere visuelle Unterscheidungsmerkmale zwischen den Geschlechtern existieren jedoch nicht. Insgesamt verleiht ihre Farbgebung den Vögeln ein gut funktionierendes Tarnmuster, das sie während der Tagesstunden wie einen Bestandteil ihrer Umgebung wirken lässt.

### Verhalten und Ernährung
Der Weißflügel-Tagschläfer ist der bislang wohl am wenigsten gut erforschte Tagschläfer. Wie alle Tagschläfer ruht er während des Tages fast bewegungslos auf einem Ast oder Baumstumpf. In der Nacht warten die Vögel auf einer Sitzwarte auf potenzielle Beute, auf die sie sich mit einer schnellen Bewegung herabstürzen und diese mit ihrem breiten Schnabel fangen. Die Ernährung besteht aus diversen Insekten wie Motten, Fangschrecken, fliegenden Termiten, Heuschrecken oder Käfern. Weißflügel-Tagschläfer führen außerhalb der Brutzeit eine weitestgehend solitäre Lebensweise, des Weiteren handelt es sich durchgehend um Standvögel.

### Fortpflanzung
Die Brutzeit sowie die Dauer der Brutpflege sind unbekannt. Ein Nestbau findet nicht statt, das Weibchen legt stattdessen ein einzelnes Ei in eine Vertiefung auf einem Ast oder auf die Oberseite eines abgebrochenen Baumstumpfs. Die Vögel sind monogam und beide Altvögel beteiligen sich an der Aufzucht der Nachkommen. Nach dem Schlüpfen sitzen die Eltern aufrecht auf dem Jungvogel, der sich bei Gefahr zwischen deren Brustfedern versteckt. Gefüttert werden die Jungen ausschließlich in der Nacht. Sie verlassen den Nistplatz, wenn sie etwa zwei Drittel der Größe ihrer Eltern erreicht haben und flügge geworden sind. Auch danach sind sie jedoch noch für eine gewisse Zeit auf die Versorgung durch die Altvögel angewiesen.

### Lautäußerungen
Der am häufigsten gehörte Gesang des Weißflügel-Tagschläfers wird als klagender, eindringlicher Laut beschrieben, der in etwa wie weuuuuuu klingen soll. Eine andere, vor allem im Flug oder zur Kontaktaufnahme mit Artgenossen wiedergegebene Lautäußerung entspricht einem pfeifenden hweep, das häufig mehrmals in schneller Folge wiederholt wird. Die Vögel singen vor allem während der Nachtstunden, wenn sie aktiver sind. Des Weiteren sind sie besonders oft in Nächten mit starkem Mondschein zu hören.

## Verbreitung und Gefährdung

Verbreitungsgebiet des Weißflügel-Tagschläfers

Der Weißflügel-Tagschläfer bewohnt tropische, immergrüne Wälder auf dem südamerikanischen Kontinent, wobei er vom Menschen ungestörten Primärwald zu bevorzugen scheint. Hier ist er bis in Höhen von etwa 900 m nachweisbar. Das Hauptverbreitungsgebiet der Art umfasst das Amazonasbecken in den Ländern Brasilien, Venezuela, Peru und den Guyanas. Eine weitere isolierte Population findet sich im Südosten Brasiliens an der Atlantikküste. Von hier stammte das Typusexemplar, anhand dessen zu Wied-Neuwied die Art 1821 ursprünglich beschrieben hatte. Erst 1999 gelang auf dem Gebiet der Reserva Biológica de Una im Süden des Bundesstaates Bahia ein weiterer Nachweis eines Weißflügel-Tagschläfers aus dem Südosten Brasiliens. Die Vögel gelten grundsätzlich als eher selten und werden nicht häufig gesichtet, was jedoch zumindest teilweise auch durch ihre gute Tarnung und die Inaktivität während des Tages begründet sein könnte. Die IUCN stuft den Weißflügel-Tagschläfer mit Stand 2016 als „nicht gefährdet“ (least concern) ein, wofür hauptsächlich das geografisch große Verbreitungsgebiet herangezogen wird. Gleichzeitig stellt die Organisation jedoch einen generellen Rückgang der Populationszahlen fest. Als größte Bedrohung für den Erhalt der Art gilt die Abholzung der Wälder, insbesondere der Status der Population an der brasilianischen Südostküste ist unklar, da der dortige tropische Regenwald nur noch in wenigen Restbeständen vorhanden ist.

## Systematik
Die Art gilt derzeit als monotypisch. Phylogenetische Untersuchungen sowie Protein-Analysen der beiden Arten deuten darauf hin, dass es sich beim Weißflügel-Tagschläfer und dem Andentagschläfer (Nyctibius maculosus) mit hoher Sicherheit um Schwesterarten handeln dürfte. Deutliche morphologische und geografische Unterschiede sprechen jedoch gegen eine Konspezifität, weshalb beide weiter als getrennte Arten geführt werden.